# پامچال (سرده)
پامچال (سرده) (نام علمی: Primula) نام یک سرده از تیره پامچالیان و از گیاهان علفی و ماندنی تیره پامچالیان (Primulaceae) است که بیشتر گونه‌های آن توسط بشر با انجام عمل لقاح به وجود آمده‌اند. دمای معمولی اتاق را یعنی دمای متوسط در حد ۲۰ درجه سانتی گراد را دوست دارد. ارتفاع گیاه بین ۲۵ تا ۶۰ سانتی‌متر متفاوت است و باید در فواصلی بین ۳۰ تا ۵۰ سانتی‌متر کاشته شوند. محل آفتابی و سایه آفتاب را دوست دارد و خاک آن باید غنی و زه‌کشی شده باشد.هم چنین این گل به رنگ های گوناگون دیده میشود.
مدت گل‌دهی پامچال تقریباً در تمام مدت سال می‌باشد. اگر چه تمامی گونه‌های پامچال از طریق تقسیم پاجوش‌ها و انتقال آن‌ها به محل جدید می‌توان تکثیر نمود با این حال گلکاران علاقه دارند آنها را توسط بذر تکثیر نمایند. شاید علت آن به دست آوردن گونه‌های جدیدی از گیاه باشد. به هر حال برای تکثیر گیاه از طریق بذر باید از اواخر فروردین اقدام نمود و پس از بزرگ شدن بوته‌ها، آنها را به صورت نهال در محل مناسب نشا کرد. برای گل دهی آن در فصل زمستان، باید درفصل پائیز بوته‌های آن را با ارتفاعی در حدود بیست و پنج سانتی‌متر به گلدان منتقل نمود و در گلخانه نگهداری نمود. خاک نرم حاوی خاکبرگ و شن برای آن کفایت می‌کند ولی کود باید دو هفته‌ای یک بار داده شود.